# Acanthopsyche emiliae
Acanthopsyche emiliae is een vlinder van de familie van de zakjesdragers (Psychidae). De wetenschappelijke naam van deze soort is voor het eerst voorgesteld als Chalia emiliae door Franciscus J. M. Heylaerts in een publicatie uit 1890.

## Verspreiding
De soort komt voor in Kenia en Mozambique.

## Waardplanten
De rups leeft op soorten van het geslacht Coffea (Rubiaceae).